# Neomyia aureopyga
Neomyia aureopyga är en tvåvingeart som först beskrevs av Malloch 1923.  Neomyia aureopyga ingår i släktet Neomyia och familjen husflugor. Inga underarter finns listade i Catalogue of Life.